# Samuel Melo
Samuel Pinto de Melo (Rio de Janeiro, 22 de março de 1990) é um ator brasileiro.

## Filmografia

### Televisão
| Ano  | Título                      | Personagem               | Notas                        |
| ---- | --------------------------- | ------------------------ | ---------------------------- |
| 1999 | Força de um Desejo          | Dario                    |                              |
| 2000 | Laços de Família            | Tide                     |                              |
| 2001 | A Padroeira                 | Cosme                    |                              |
| 2003 | Agora É que São Elas        | Bento                    |                              |
| 2003 | Chocolate com Pimenta       | Vinícius Soares (Beleza) |                              |
| 2016 | Liberdade, Liberdade        | Bartolo                  |                              |
| 2017 | Novo Mundo                  | Cosme                    | Episódio: "12–29 de junho"   |
| 2017 | Filhos da Pátria            | Jaime                    | Episódio: "Benditos Calores" |
| 2019 | Topíssima                   | Eduardo Pereira          |                              |
| 2020 | Um dia Qualquer             | Robson                   |                              |
| 2020 | Falas Negras                | Malcolm X                | Especial de fim de ano       |
| 2021 | Amor de Mãe                 | Pacheco                  | Episódio: "19 de março"      |
| 2022 | Maldivas                    | Cauã Velasquez           |                              |
| 2023 | Família Paraíso             | Dr. Ricardo              | Episódio: "O Ciúme"          |
| 2023 | Fim                         | Murilo                   |                              |
| 2023 | Anderson Spider Silva       | Elson Silva              | Paramount                    |
| 2023 | Reis                        | Alari                    |                              |
| 2024 | O Jogo que Mudou a História | Gege                     |                              |
| 2025 | Vale Tudo                   | Franklin                 | Episódios: "01–07 de abril"  |